# Al Maktoum International Airport
Al Maktoum International Airport (Arabisch: مطار دبي ورلد سنترال) (IATA: DWC, ICAO: OMDW) is een vliegveld, deels in gebruik genomen in juni 2010 en verder in aanbouw nabij Jebel Ali, ten zuiden van Dubai, Verenigde Arabische Emiraten. Oude werknamen waren onder andere Jebel Ali International Airport, Jebel Ali Airport City en Dubai World Central International Airport. De huidige naam werd begin 2008 bekendgemaakt en is een vernoeming naar sjeik Maktoem III bin Rasjid Al Maktoem. Het vliegveld wordt het centrale project van Dubai World Central, een gepland woon-, werk- en logistiek complex, terwijl het vliegveld in de toekomst zal worden uitgebreid tot vijf landingsbanen en vijf terminals.

## Overzicht

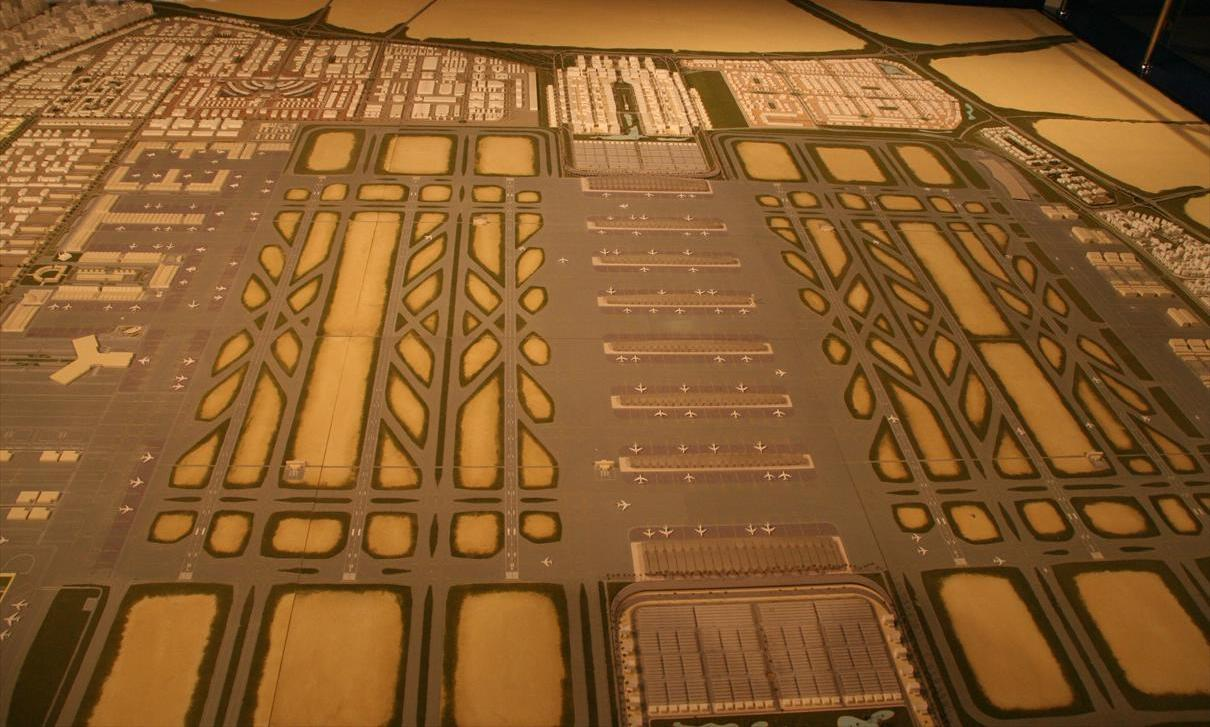
maquette van het geplande vliegveld

In het centrum van dit grootschalige nieuwe stadsdeel ligt Al Maktoum International Airport, in de toekomst 's werelds grootste passagiers- en vrachtknooppunt en tien keer groter dan Dubai International Airport en het zogenaamde Dubai Cargo Village gecombineerd.
Het vliegveld zal een totale jaarlijkse vrachtcapaciteit hebben van 12 miljoen ton (meer dan drie maal die van Luchthaven Memphis, nu het grootste vrachtknooppunt) en een passagierscapaciteit die bijna 50% groter is dan Luchthaven Atlanta (momenteel het grootste vliegveld qua passagiersaantallen). Het kan dan jaarlijks 120 miljoen passagiers verwerken.
Het vliegveld is ontworpen met oog op de toekomst en kan alle soorten toekomstige vliegtuigen verwerken, inclusief de Airbus A380. Maximaal vier vliegtuigen kunnen tegelijkertijd landen, 24 uur per dag. Het aantal vliegtuigen dat in de lucht zal moeten wachten voor ze kan landen wordt daardoor geminimaliseerd.
Al Maktoum International Airport omvat straks onder andere:
- Zes parallel lopende landingsbanen; 3 aan een kant en 3 aan de andere kant van de terminal. Alle start/landingsbanen zullen met een afstand van 800 meter van elkaar verwijderd zijn.
- Drie passagiersterminals (één luxueuze terminal voor Emirates Airlines, een tweede luxueuze terminal voor andere luchtvaartmaatschappijen en een derde terminal voor lagekostenluchtvaartmaatschappijen).
- Zestien vrachtterminals met een capaciteit van 12 miljoen ton per jaar.
- Belastingvrij gebied.
- Hotels en winkelcentra (met vele en vooral dure winkels).
- Onderhoudsfaciliteiten voor vliegtuigen van elke grootte.
- Meer dan 100.000 (waarschijnlijk ondergrondse) parkeerplaatsen voor personeel en passagiers.
- een hogesnelheidslijnverbinding met het bestaande Dubai International Airport.
- een aansluiting met het metronetwerk van Dubai en er zal tevens een geïntegreerd light rail systeem binnen het gehele Dubai World Central-project komen.

## Faciliteiten
Volgens de plannen krijgt het vliegveld zes 4500 meter lange landingsbanen, die parallel aan elkaar zullen lopen. In het midden komt een groot passagierscomplex. Drie landingsbanen komen aan de ene kant van het complex; de andere drie aan de andere kant. Bovendien krijgt iedere landingsbaan verlengde en geasfalteerde lanen aan elke kant, zodat vliegtuigen andere landingsbanen kunnen passeren zonder het verkeer op die landingsbanen te verstoren. Het vliegveld wordt het grootste deelproject van Dubai World Central.
De verwachtingen van de reusachtige stijging in passagiersverkeer is gebaseerd op het idee dat Dubai een ideaal knooppunt voor luchtverkeer kan worden voor overstappende reizigers uit Azië, Oceanië, het Midden-Oosten, Afrika en Europa. Daarnaast heeft hun luchtvaartmaatschappij Emirates Airlines een groot aantal Airbus A380 toestellen al in gebruik en vele daarbij besteld, zodat naast passagiers grote luchtvrachtcapaciteit beschikbaar komt onder in het vliegtuig. De verwachting is dat ze hun vrachtcapaciteit tegen zeer lage prijzen gaan aanbieden om een belangrijke vrachthub te worden.
Als Dubai World Central gebouwd is, zal het qua landoppervlakte 's werelds op drie na grootste luchtvaartcomplex zijn. Drie andere luchtvaartcomplexen zijn groter:
1. King Fahd International Airport (in Ad Dammam, Saoedi-Arabië (780 vierkante kilometer)
2. Montreal, Canada, het Montréal-Mirabel International Airport (392 km²)
3. Riyads King Khalid International Airport (225 km²).

Al Maktoum International Airport zal het al bestaande Dubai International Airport, dat ongeveer 40 km verderop ligt, aanvullen. Het vliegveld is straks, als alles volgens plan verloopt, omringd door een groot logistiek centrum, een zeer luxe golfresort (met woningen tussen de greens), een uitgebreide handels- en tentoonstellingsfaciliteit, een groot commercieel district en een ruim opgezet woondistrict. De kosten voor de aanleg van het gehele project Dubai World Central worden door de regering van Dubai op US$ 82 miljard geschat.

## Constructie
De eerste landingsbaan is gereed alsmede de verkeerstoren en deze baan zou oorspronkelijk volgens planning in juni 2008 open gaan. Dit werd echter verschoven naar juni 2010, voor alleen luchtvracht. In de zomer van 2011 werd een 75.000m² grote passagiersterminal opgeleverd, die straks 5 miljoen passagiers per jaar kan verwerken. Deze is nog enige tijd niet gebruikt, aangezien er toen alleen nog luchtvracht werd verwerkt. Op 26 oktober 2013 landde de eerste reguliere passagiersvlucht van de Hongaarse maatschappij Wizz Air.
De economische en financiële wereldcrisis bij de staatsprojectontwikkelaar Dubai World in 2009 leidden echter wel tot uitstel. Het gehele project zou op zijn vroegst compleet gebouwd en volledig operationeel zijn in 2017, maar dat is uitgesteld naar 2027. In september 2014 besloot de leider sjeik Mohammed bin Rashid Al Maktoum 32 miljard US-dollar (25 miljard euro) te investeren in uitbreiding van Al Maktoum International, zodat de bouw in ieder geval voltooid kan worden. Het wordt dan de thuishaven van Emirates Airlines.

## Trivia
- De luchthaven krijgt in totaal ongeveer 100.000 parkeerplaatsen voor medewerkers, inwoners van Dubai, toeristen en andere gebruikers. Dit betekent dat het complex de grootste parkeerfaciliteit ter wereld krijgt. Momenteel heeft de West Edmonton Mall met zijn 20.000 parkeerplaatsen de grootste parkeerfaciliteit.